# Deutsche Botschaft Paris
Die Deutsche Botschaft Paris ist die diplomatische Vertretung der Bundesrepublik Deutschland in der Französischen Republik. Der Leiter der Vertretung ist gleichzeitig als Botschafter im Fürstentum Monaco akkreditiert.

## Lage und Gebäude

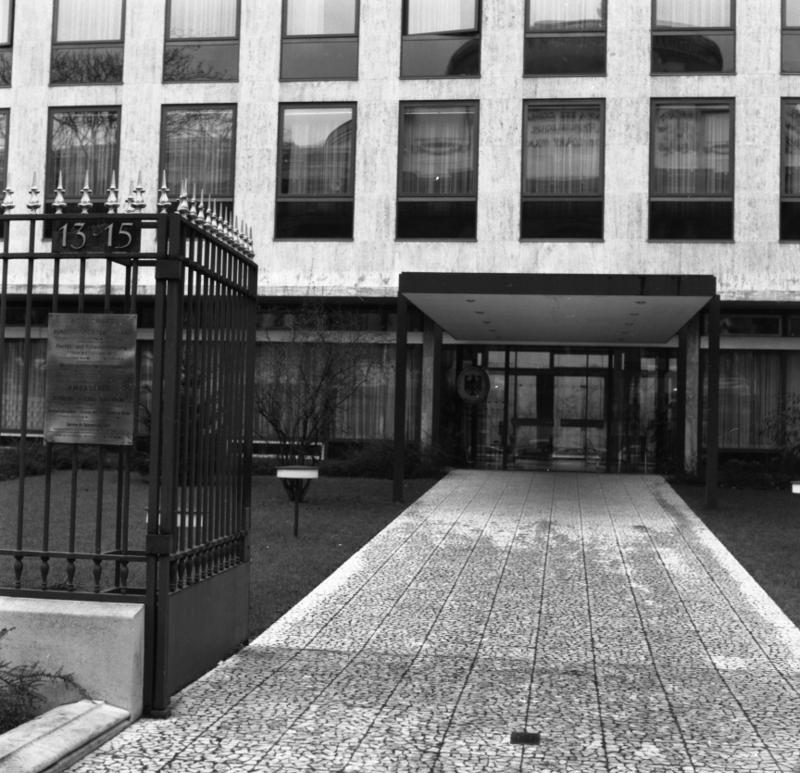
Eingang zur Kanzlei (1967)

Die Kanzlei der Botschaft mit Büros der Leitung, der Fachabteilungen und der Verwaltung liegt im 8. Arrondissement der französischen Hauptstadt Paris in einer Seitenstraße der Avenue des Champs-Élysées zwischen Place de la Concorde und Arc de Triomphe. Die Straßenadresse lautet: 13/15 Avenue Franklin D. Roosevelt, 75008 Paris.

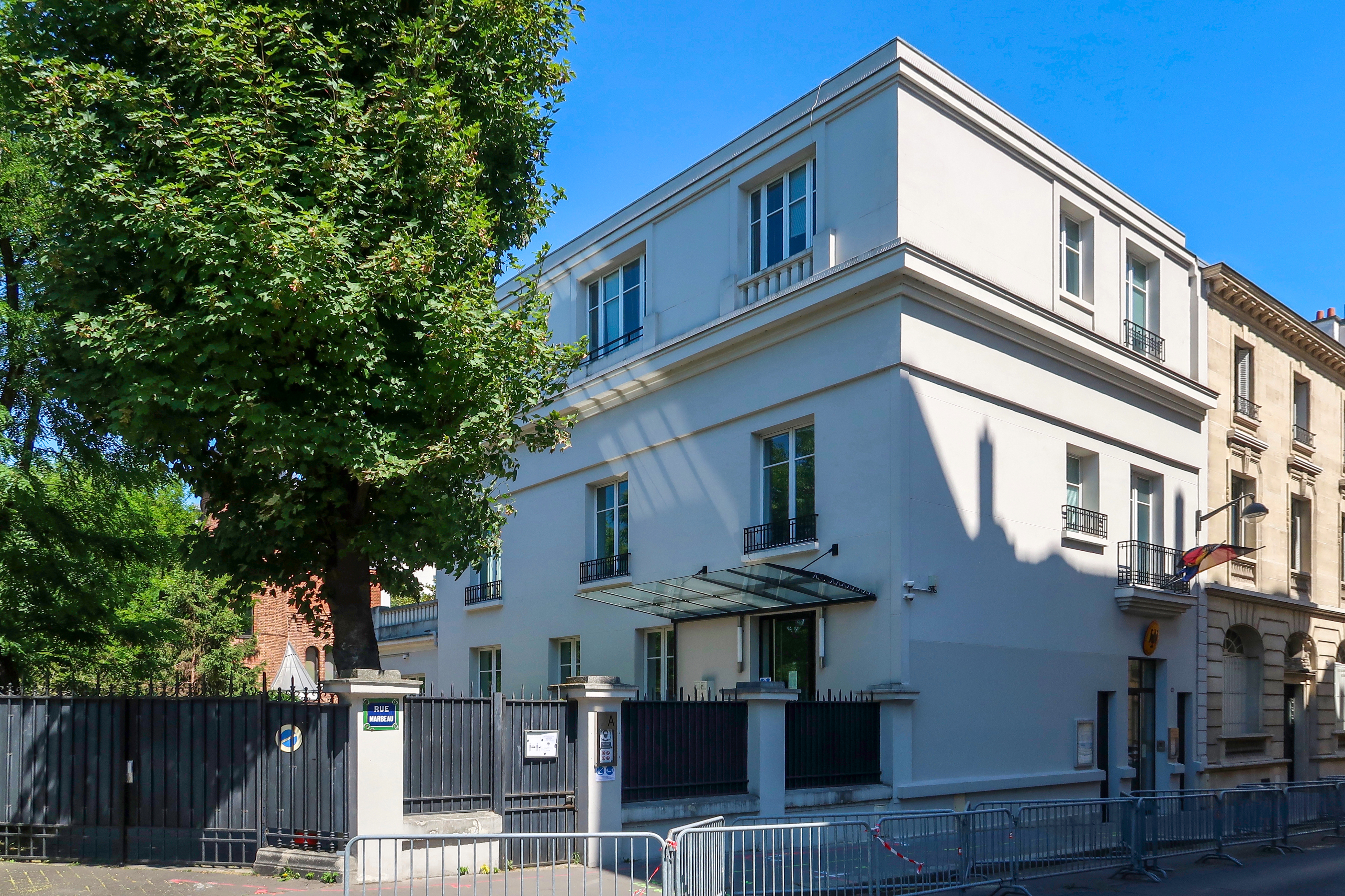
Rechts- und Konsularreferat, Rue Marbeau

Das Rechts- und Konsularreferat mit der Visastelle befindet sich unweit des Boulevard Périphérique, im 16. Arrondissement, 28 Rue Marbeau, 75116 Paris.
Das Referat für Presse und Öffentlichkeitsarbeit bietet den Service „Allemagne Diplomatie“ in gesonderten Räumlichkeiten an, die im 6. Arrondissement nahe dem Quartier Latin am Jardin du Luxembourg in 31 Rue de Condé, 75006 Paris liegen.

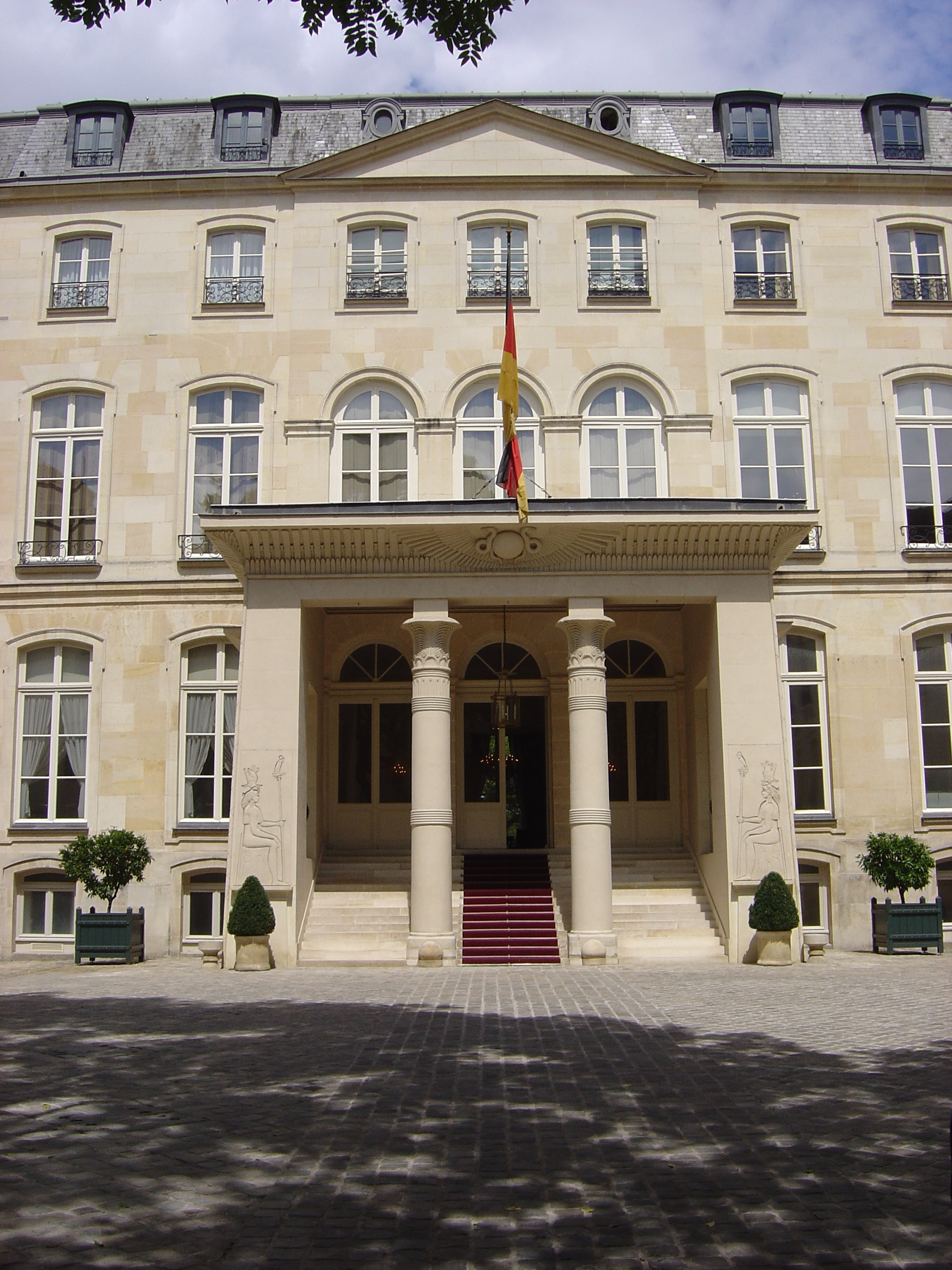
Residenz des Botschafters

Die Residenz des Botschafters ist das Palais Beauharnais im 7. Arrondissement, 78 Rue de Lille, 75007 Paris..
Das achtgeschossige Kanzleihauptgebäude wurde von 1960 bis 1963 als Stahlbetonskelettbau errichtet. Es handelt sich um ein L-förmiges Bürohaus mit zwei Untergeschossen, in denen sich die Tiefgarage und die Haustechnik befinden. Im Erdgeschoss befinden sich Veranstaltungsräume. In den Obergeschossen liegen die Büroräume. Ein begrünter Innenhof liegt hinter dem Gebäude, so wie auch zur Straße hin eine Grünfläche vorhanden ist.
Nach einer Überflutung im Jahre 2005 waren große Teile der technischen Anlagen und der Untergeschosse erneuert worden. In den Jahren 2015 bis 2019 erfolgte eine Generalsanierung der oberirdischen Geschosse sowie die Erneuerung der Fassade. Im Zuge der Generalsanierung erfolgte der Rückbau des kompletten Innenausbaus. Der Grundriss und die entsprechende Raumaufteilung wurden den seit Anfang der 1960er Jahre deutlich veränderten Anforderungen angepasst. Die Mitarbeiter mussten während der Arbeiten in die Rue Marbeau umziehen. Die meisten Büroräume wurden im Rahmen der Sanierung für eine Doppelbelegung konzipiert. Die Trennwände zum Flur wurden aus massivem Glas errichtet, was den Einfall von Tageslicht zu den Fluren erlaubt. Alle Büros haben hochwertigen Parkettboden erhalten. Die vor einem Besprechungsraum im 7. Obergeschoss Dachfläche wurde zu einer Dachterrasse ausgebaut, die einen spektakulären Blick hin zum Eiffelturm bietet. Die Kosten für die Generalsanierung wurden mit rund 40 Millionen Euro angegeben.
Als Kunst am Bau findet sich im Foyer der Kanzlei Bernhard Heiligers Wandrelief »Panta Rhei ‐ alles fließt«.

## Auftrag und Organisation
Die Deutsche Botschaft Paris hat den Auftrag, die deutsch-französischen Beziehungen zu pflegen, die deutschen Interessen gegenüber der Regierung von Frankreich zu vertreten und die Bundesregierung über Entwicklungen in Frankreich und Monaco zu unterrichten. Der Bedeutung des Gastlands entsprechend ist die Leiterstelle nach Besoldungsgruppe B 9 der Bundesbesoldungsordnung bewertet.
Die Zuständigkeit der Botschaft erstreckt sich auf folgende Gebiete:
- Frankreich
  - Übersee-Departements
    - Französisch-Guayana
    - Guadeloupe
    - Martinique
    - Mayotte und Réunion

  - Übersee-Territorien
    - Französisch-Polynesien
    - Neukaledonien
    - St. Pierre und Miquelon
    - Wallis und Futuna
- Monaco

Der Ständige Vertreter des Botschafters ist der Gesandte, der sich in der Organisation der Botschaft koordinierend betätigt. Die Botschaft gliedert sich in folgende Sachgebiete: Politik (Außen-, Europa- und Innenpolitik), Soziales (Arbeit, Soziales, Gesundheit und Familie), Protokoll, Wirtschaft (Wirtschafts-, Außenwirtschafts- und Handelspolitik), Finanzen (Finanz-, Haushalts-, Steuer- und Finanzmarktpolitik sowie Zollangelegenheiten), Landwirtschaft (Agrar-, Fischerei, Forst- und Ernährungspolitik), Wissenschaft (Forschung, Entwicklung, Innovation und Hochschulwesen), Kultur (Bildung und Kultur) und Presse. Es besteht ein Militärattachéstab, der von einem Brigadegeneral geleitet wird. 
Das Referat für Rechts- und Konsularangelegenheiten der Botschaft bietet deutschen Staatsangehörigen alle konsularischen Dienstleistungen und Hilfe in Notfällen an. Es besteht ein telefonischer Rufbereitschaftsdienst. Der konsularische Amtsbezirk der Botschaft umfasst Frankreich und Monaco, soweit nicht die Generalkonsulate zuständig sind. Die Visastelle erteilt Einreiseerlaubnisse für im Zuständigkeitsbereich ansässige Staatsangehörige dritter Staaten.
Es bestehen Generalkonsulate der Bundesrepublik Deutschland (Amtsbezirke in Klammern) in
- Bordeaux (Départements Ariège, Aveyron, Charente, Charente-Maritime, Corrèze, Creuse, Deux-Sèvres, Dordogne, Gers, Gironde, Haute-Garonne, Hautes-Pyrénées, Haute-Vienne, Landes, Lot, Lot-et-Garonne, Pyrénées-Atlantiques, Tarn, Tarn-et-Garonne, Vienne),
- Lyon (Départements Ain, Allier, Ardèche, Territoire de Belfort, Cantal, Côte-d’Or, Doubs, Drôme, Haute-Loire, Haute-Saône, Haute-Savoie, Isère, Jura, Loire, Nièvre, Puy-de-Dôme, Rhône, Saône-et-Loire, Savoie, Yonne),
- Marseille (Départements Alpes-de-Haute-Provence, Alpes-Maritimes, Aude, Bouches-du-Rhône, Corse-du-Sud, Gard, Hautes-Alpes, Haute-Corse, Hérault, Lozère, Pyrénées-Orientales, Var und Vaucluse) und
- Straßburg (Départements Ardennes, Aube, Bas-Rhin, Haute-Marne, Haut-Rhin, Marne, Meurthe-et-Moselle, Meuse, Moselle, Vosges).

Das konsularische Dienstleistungsangebot der Generalkonsulate Bordeaux und Straßburg ist eingeschränkt, das Generalkonsulat Straßburg nimmt lediglich Anträge auf Ausstellung von Reisepässen und Personalausweisen an und die Generalkonsulate Lyon, Marseille und Straßburg stellen keine Visa aus; die Botschaft Paris übernimmt entsprechend.
Honorarkonsuln der Bundesrepublik Deutschland sind in Avignon, Brest, Dijon, Fort-de-France (Martinique), Grenoble, Lille, Metz, Monaco, Montpellier, Nizza, Nouméa (Neukaledonien), Papeete (Tahiti), Perpignan, Reims, Rennes, Saint Denis (Réunion), Toulouse und Tours bestellt und ansässig.

## Geschichte
Im Jahr 1868 hatte ein Gesandter des Norddeutschen Bundes seine Tätigkeit in Paris aufgenommen. Nach Reichsgründung 1871 folgten Gesandte des Deutschen Reichs. Nach dem Ersten Weltkrieg (1914 bis 1918) wurde im Jahr 1920 die Vertretung in Paris wieder eröffnet. Während des Zweiten Weltkriegs mit Teilbesetzung Frankreichs durch Nazi-Deutschland bestand eine diplomatische Vertretung bei der Vichy-Regierung, die 1944 nach Sigmaringen auswich.
Die Bundesrepublik Deutschland unterhielt ab dem 7. Juli 1950 ein Generalkonsulat in Paris, das am 11. Juli 1951 in eine diplomatische Vertretung sowie am 26. Mai 1955 in eine Botschaft umgewandelt wurde.

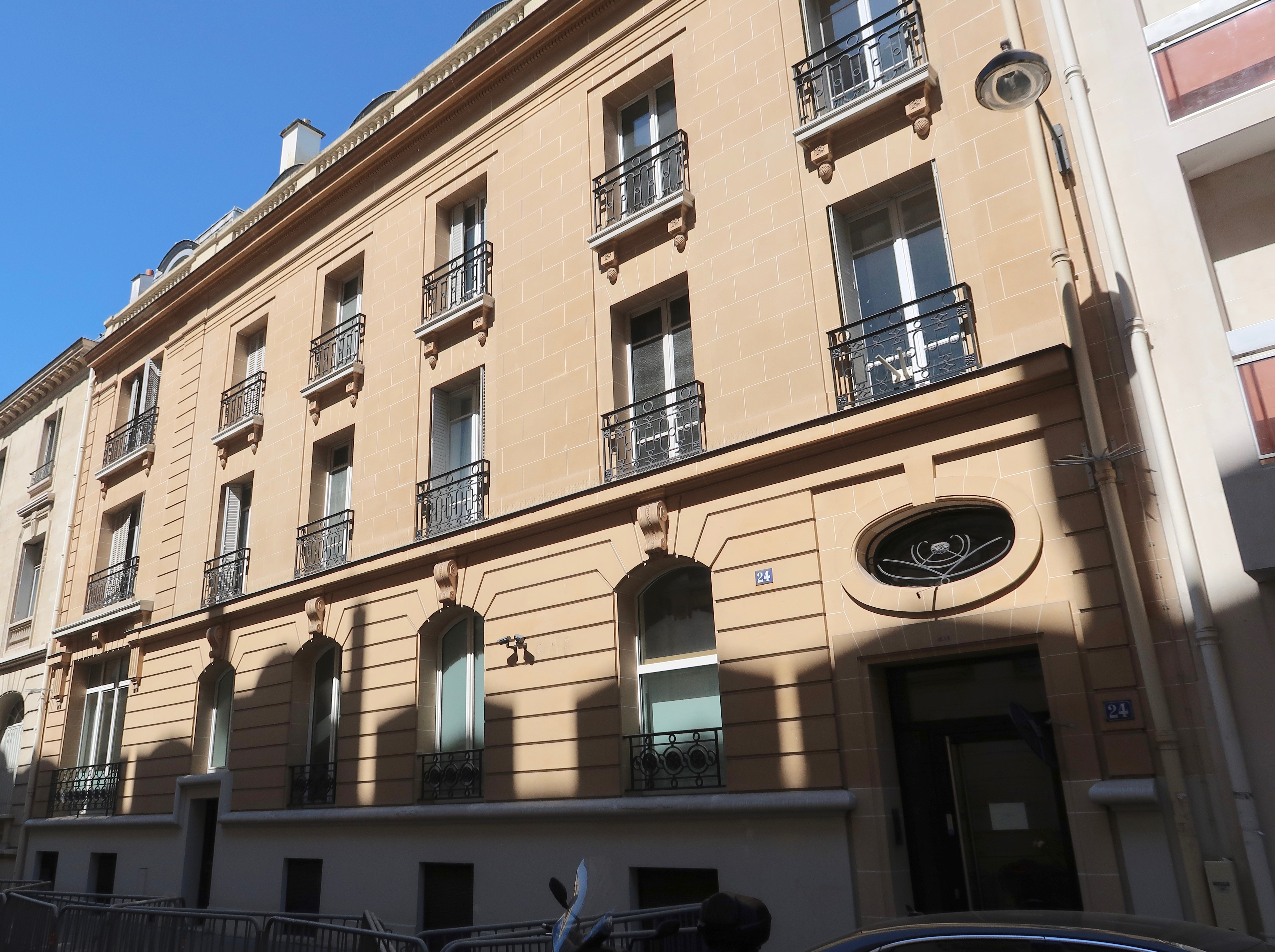
Gebäude der früheren Botschaft der DDR

Die DDR betrieb seit 1956 eine Kammervertretung in Paris. Nach Aufnahme diplomatischer Beziehungen am 9. Februar 1973 entstand eine Botschaft in 24 Rue Marbeau, Paris, 16. Arrondissement. Diese wurde mit dem Beitritt der DDR zur Bundesrepublik Deutschland im Jahr 1990 geschlossen.